# Olivier Bordin
Olivier Bordin (1982) è un giocatore di football americano francese che gioca come offensive lineman per i Paris Musketeers.
Ha giocato a pallacanestro fino all'età di 26 anni, passando poi a giocare a football americano per i Cougars de Saint-Ouen-l'Aumône. Dal 2024 gioca nei Paris Musketeers.

## Palmarès
- 1 World Games (2017)
- 1 Europeo (2018)